# Hiroshi Nakajima
Hiroshi Nakajima (japonès: 中嶋宏)  (Chiba, 16 de maig de 1928 - Poitiers, 26 de gener de 2013) va ser un metge japonès conegut principalment pel seu mandat com a director general de l'Organització Mundial de la Salut.

## Biografia

### Infantesa
Va néixer a Chiba, Japó, el 16 de maig de 1928.
El 1955, Nakajima va rebre el seu doctorat a la Universitat de Medicina de Tòquio. Posteriorment va estudiar a París.
En algun moment després de 1967, va obtenir un doctorat en ciències mèdiques al Japó.

### OMS
Nakajima es va incorporar a l'OMS el 1974 en el càrrec de científic, avaluació i seguiment de fàrmacs. El 1976 es va convertir en cap de la Unitat de Gestió i Polítiques de Medicaments de l'OMS. Va ser en aquesta posició on va tenir un paper clau en el desenvolupament del concepte de fàrmacs essencials, com a secretari del primer Comitè d'Experts en la matèria.
El 1978 o 1979, el Comitè Regional de l'OMS per al Pacífic Occidental va nomenar i escollir Nakajima com a director regional, càrrec que va exercir durant dos mandats consecutius fins al 1988 quan va ser elegit Director General de l'OMS.
El gener de 1988, el consell executiu de l'OMS va seleccionar a Nakajima com a director general en una votació de 17 a 14 sobre Carlyle Guerra de Macedo del Brasil.
Durant el seu lideratge a l'OMS va tenir un notori conflicte amb l'aleshores cap del Programa Mundial sobre la SIDA (GPA) de l'OMS, Jonathan Max Mann, que va acabar amb la seva renúncia.[5][6] Mann pensava que Nakajima no era prou agressiu en el seu enfocament contra la sida. Gran part de l'èxit del Programa Mundial sobre la SIDA es va atribuir a Mann, ja que Nakajima la volia eliminar. Nakajima també va limitar el pressupost i els viatges de Mann. Després de la renúncia, el nombre de personal de GPA va baixar de més de 250 a 4. Aquest conflicte i el seu impacte en els esforços de l'OMS contra la sida s'han documentat com a part del documental de PBS Frontline "The age of AIDS".
Durant el seu mandat, Nakajima també va ser acusat de ser un mal comunicador i administrador.
Durant el seu primer mandat, l'any 1988, es va posar en marxa la Iniciativa Mundial d'Erradicació de la Poliomielitis.
Nakajima va morir després d'una breu malaltia a Poitiers, França, el 26 de gener de 2013.